# Brachycoryna dolorosa
Brachycoryna dolorosa là một loài bọ cánh cứng trong họ Chrysomelidae. Loài này được Van Dyke miêu tả khoa học năm 1925.